# Buena Vista Township (New Jersey)
Pour les articles homonymes, voir Buena Vista Township.
Buena Vista Township est un township américain situé dans le comté d'Atlantic au New Jersey.
Lors du recensement de 2010, sa population est de 7 570 habitants. La municipalité s'étend sur 41,53 milles carrés (107,56 km2), dont 0,47 milles carrés (1,22 km2) d'étendues d'eau.
Le township est créé en 1867 à partir de Hamilton Township. Il doit son nom à la bataille de Buena Vista durant la guerre américano-mexicaine. Les boroughs de Folsom et Buena deviennent des municipalités distinctes de Buena Vista en 1906 et 1948.